# Championnat d'Angola de basket-ball
Le championnat d'Angola de basket-ball (Campeonato Nacional de Basquetebol em Séniores Masculinos, ou BAI Basket du nom de son sponsor principal) est la première division du championnat d'Angola de basket-ball masculin. Il est organisé par la Fédération angolaise de basket-ball et regroupe les dix meilleures équipes du pays.
Celui-ci est largement dominé par les clubs Primeiro de Agosto et Petro Luanda, qui réalisent régulièrement de bons parcours en Coupe d'Afrique des clubs champions.

## Palmarès
| 1978–79   | Ferroviário de Luanda                     |                                           |                                           |                                           |                                           |                                           |                                           |                                           |                                           |                                           |
| 1979–80   | ASA                                       |                                           |                                           |                                           |                                           |                                           |                                           |                                           |                                           |                                           |
| 1980–81   | Primeiro de Agosto                        |                                           |                                           |                                           |                                           |                                           |                                           |                                           |                                           |                                           |
| 1981–82   | Sporting de Luanda                        |                                           |                                           |                                           |                                           |                                           |                                           |                                           |                                           |                                           |
| 1982–83   | Primeiro de Agosto                        |                                           |                                           |                                           |                                           |                                           |                                           |                                           |                                           |                                           |
| 1983–84   | Sporting de Luanda                        |                                           |                                           |                                           |                                           |                                           |                                           |                                           |                                           |                                           |
| 1984–85   | Primeiro de Agosto                        |                                           |                                           |                                           |                                           |                                           |                                           |                                           |                                           |                                           |
| 1985–86   | Primeiro de Agosto                        |                                           |                                           |                                           |                                           |                                           |                                           |                                           |                                           |                                           |
| 1986–87   | Primeiro de Agosto                        |                                           |                                           |                                           |                                           |                                           |                                           |                                           |                                           |                                           |
| 1987–88   | Primeiro de Agosto                        |                                           |                                           |                                           |                                           |                                           |                                           |                                           |                                           |                                           |
| 1988–89   | Petro de Luanda                           |                                           |                                           |                                           |                                           |                                           |                                           |                                           |                                           |                                           |
| 1989–90   | Petro de Luanda                           |                                           |                                           |                                           |                                           |                                           |                                           |                                           |                                           |                                           |
| 1990–91   | Primeiro de Agosto                        |                                           |                                           |                                           |                                           |                                           |                                           |                                           |                                           |                                           |
| 1991–92   | Petro de Luanda                           |                                           |                                           |                                           |                                           |                                           |                                           |                                           |                                           |                                           |
| 1992–93   | Petro de Luanda                           |                                           |                                           |                                           |                                           |                                           |                                           |                                           |                                           |                                           |
| 1993–94   | Petro de Luanda                           |                                           |                                           |                                           |                                           |                                           |                                           |                                           |                                           |                                           |
| 1994–95   | Petro de Luanda                           |                                           |                                           |                                           |                                           |                                           |                                           |                                           |                                           |                                           |
| 1995–96   | ASA                                       |                                           |                                           |                                           |                                           |                                           |                                           |                                           |                                           |                                           |
| 1996–97   | ASA                                       |                                           |                                           |                                           |                                           |                                           |                                           |                                           |                                           |                                           |
| 1997–98   | Petro de Luanda                           |                                           |                                           |                                           |                                           |                                           |                                           |                                           |                                           |                                           |
| 1998–99   | Petro de Luanda                           | Primeiro de Agosto                        | 4–0                                       | Wlademiro Romero                          |                                           |                                           |                                           |                                           |                                           |                                           |
| 1999–2000 | Primeiro de Agosto                        | Petro de Luanda                           | 4–2                                       | Mário Palma                               |                                           |                                           |                                           |                                           |                                           |                                           |
| 2000–01   | Primeiro de Agosto                        | Petro de Luanda                           | 4–2                                       | Mário Palma                               |                                           |                                           |                                           |                                           |                                           |                                           |
| 2001–02   | Primeiro de Agosto                        | Interclube                                | 4–0                                       | Mário Palma                               |                                           |                                           |                                           |                                           |                                           |                                           |
| 2002–03   | Primeiro de Agosto                        | Petro de Luanda                           | 4–0                                       | Mário Palma                               |                                           |                                           |                                           |                                           |                                           |                                           |
| 2003–04   | Primeiro de Agosto                        | Petro de Luanda                           | 4–2                                       | Mário Palma                               |                                           |                                           |                                           |                                           |                                           |                                           |
| 2004–05   | Primeiro de Agosto                        | Interclube                                | 4–1                                       | Jaime Covilhã                             |                                           |                                           |                                           |                                           |                                           |                                           |
| 2005–06   | Petro de Luanda                           | Primeiro de Agosto                        | Round Robin                               | Alberto de Carvalho                       |                                           |                                           |                                           |                                           |                                           |                                           |
| 2006–07   | Petro de Luanda                           | Primeiro de Agosto                        | 88–78                                     | Alberto de Carvalho                       |                                           |                                           |                                           |                                           |                                           |                                           |
| 2007–08   | Primeiro de Agosto                        | Petro de Luanda                           | Round Robin                               | Luís Magalhães                            |                                           |                                           |                                           |                                           |                                           |                                           |
| 2008–09   | Primeiro de Agosto                        | Petro de Luanda                           | Final Four                                | Luís Magalhães                            |                                           |                                           |                                           |                                           |                                           |                                           |
| 2009–10   | Primeiro de Agosto                        | Recreativo do Libolo                      | Final Four                                | Luís Magalhães                            |                                           |                                           |                                           |                                           |                                           |                                           |
| 2010–11   | Petro de Luanda                           | Recreativo do Libolo                      | Final Four                                | Alberto Babo                              |                                           |                                           |                                           |                                           |                                           |                                           |
| 2011–12   | Recreativo do Libolo                      | Primeiro de Agosto                        | Final Four                                | Raúl Duarte                               |                                           |                                           |                                           |                                           |                                           |                                           |
| 2012–13   | Primeiro de Agosto                        | Recreativo do Libolo                      | Final Four                                | Paulo Macedo                              |                                           |                                           |                                           |                                           |                                           |                                           |
| 2013–14   | Recreativo do Libolo                      | Primeiro de Agosto                        | Final Four                                | Norberto Alves                            |                                           |                                           |                                           |                                           |                                           |                                           |
| 2014–15   | Petro de Luanda                           | Recreativo do Libolo                      | 4–3                                       | Lazare Adingono                           |                                           |                                           |                                           |                                           |                                           |                                           |
| 2015–16   | Primeiro de Agosto                        | Recreativo do Libolo                      | 4–1                                       | Ricard Casas                              |                                           |                                           |                                           |                                           |                                           |                                           |
| 2016–17   | Recreativo do Libolo                      | Petro de Luanda                           | 4–0                                       | Hugo López                                |                                           |                                           |                                           |                                           |                                           |                                           |
| 2017–18   | Primeiro de Agosto                        | Petro de Luanda                           | 4–1                                       | Paulo Macedo                              |                                           |                                           |                                           |                                           |                                           |                                           |
| 2018–19   | Petro de Luanda                           | Primeiro de Agosto                        | 4–2                                       | Lazare Adingono                           |                                           |                                           |                                           |                                           |                                           |                                           |
| 2019–20   | Annulé à cause de la pandémie de Covid-19 | Annulé à cause de la pandémie de Covid-19 | Annulé à cause de la pandémie de Covid-19 | Annulé à cause de la pandémie de Covid-19 | Annulé à cause de la pandémie de Covid-19 | Annulé à cause de la pandémie de Covid-19 | Annulé à cause de la pandémie de Covid-19 | Annulé à cause de la pandémie de Covid-19 | Annulé à cause de la pandémie de Covid-19 | Annulé à cause de la pandémie de Covid-19 |
| 2020–21   | Petro de Luanda                           | Interclube                                | 3–0                                       | José Neto                                 |                                           |                                           |                                           |                                           |                                           |                                           |
| 2021–22   | Petro de Luanda                           | Interclube                                | 3–0                                       | José Neto                                 |                                           |                                           |                                           |                                           |                                           |                                           |
| 2022–23   | Petro de Luanda                           | Primeiro de Agosto                        | 3–1                                       | José Neto                                 |                                           |                                           |                                           |                                           |                                           |                                           |
| 2023–24   | Petro de Luanda                           | Interclube                                | 3–1                                       | Sergio Valdeolmillos                      |                                           |                                           |                                           |                                           |                                           |                                           |
| 2024–25   | Petro de Luanda                           | Primeiro de Agosto                        | 4-1                                       | Sergio Valdeolmillos                      |                                           |                                           |                                           |                                           |                                           |                                           |

## Bilan par club
| Club                                        | Titres | Années |
| ------------------------------------------- | ------ | --- |
| Primeiro de Agosto                          | 19     | 1981, 1983, 1985, 1986, 1987, 1988, 1991, 2000, 2001, 2002, 2003, 2004, 2005, 2008, 2009, 2010, 2013, 2016, 2018 |
| Petro Luanda                                | 18     | 1989, 1990, 1992, 1993, 1994, 1995, 1998, 1999, 2006, 2007, 2011, 2015, 2019, 2021, 2022, 2023, 2024, 2025       |
| Recreativo do Libolo                        | 3      | 2012, 2014, 2017                                                                                                 |
| Desportivo da Taag / Atlético Sport Aviação | 3      | 1980, 1996, 1997                                                                                                 |
| Sporting Clube de Luanda                    | 2      | 1982, 1984 |
| Clube Ferroviário de Luanda                 | 1      | 1979 |